# Scydmaenidae
Famille
Les Scydmaenidae sont une famille de petits coléoptères (entre 0,5 et 3 mm). De nombreuses espèces montrent une ressemblance avec les fourmis. Ces espèces vivent dans la litière des forêts. Certaines espèces consomment des acariens oribates. La famille compte 4 500 espèces et 80 genres.

## Liste des sous-familles et genres
Selon Catalogue of Life (1 septembre 2014) :
- genre Cephennodes
- genre Euconnus

Selon ITIS (1 septembre 2014) :
- genre Cephennodes
- genre Euconnus
- sous-famille Mastiginae Fleming, 1821
- sous-famille Scydmaninae Leach, 1815

Selon NCBI (1 septembre 2014) :
- genre Cephennium
  - Cephennium gallicum
- genre Euconnus
  - Euconnus fimetarius
  - Euconnus hirticollis
- genre Neuraphes
  - Neuraphes angulatus
  - Neuraphes elongatulus
- genre Opresus
- genre Palaeomastigus
- genre Scydmaenus
- genre Stenichnus
  - Stenichnus godarti
  - Stenichnus scutellaris